# 에스토니아의 배우 목록
다음은 에스토니아의 배우 목록이다.

## 가
- 엘렌 그륀펠트

## 나
- 술레브 넘미크

## 다
- 안드레스 드빈야노브

## 라
- 피레트 라우리마

## 마
- 터니 매기

## 바
- 로만 바스킨
- 비레 발다르

## 사
- 헬기 살로

## 아
- 카타리나 운트
- 알베르트 윅시프

## 카
- 터누 킬가스

## 타
- 얀 태테

## 파
- 테르예 페니